# De roeping van Matteüs

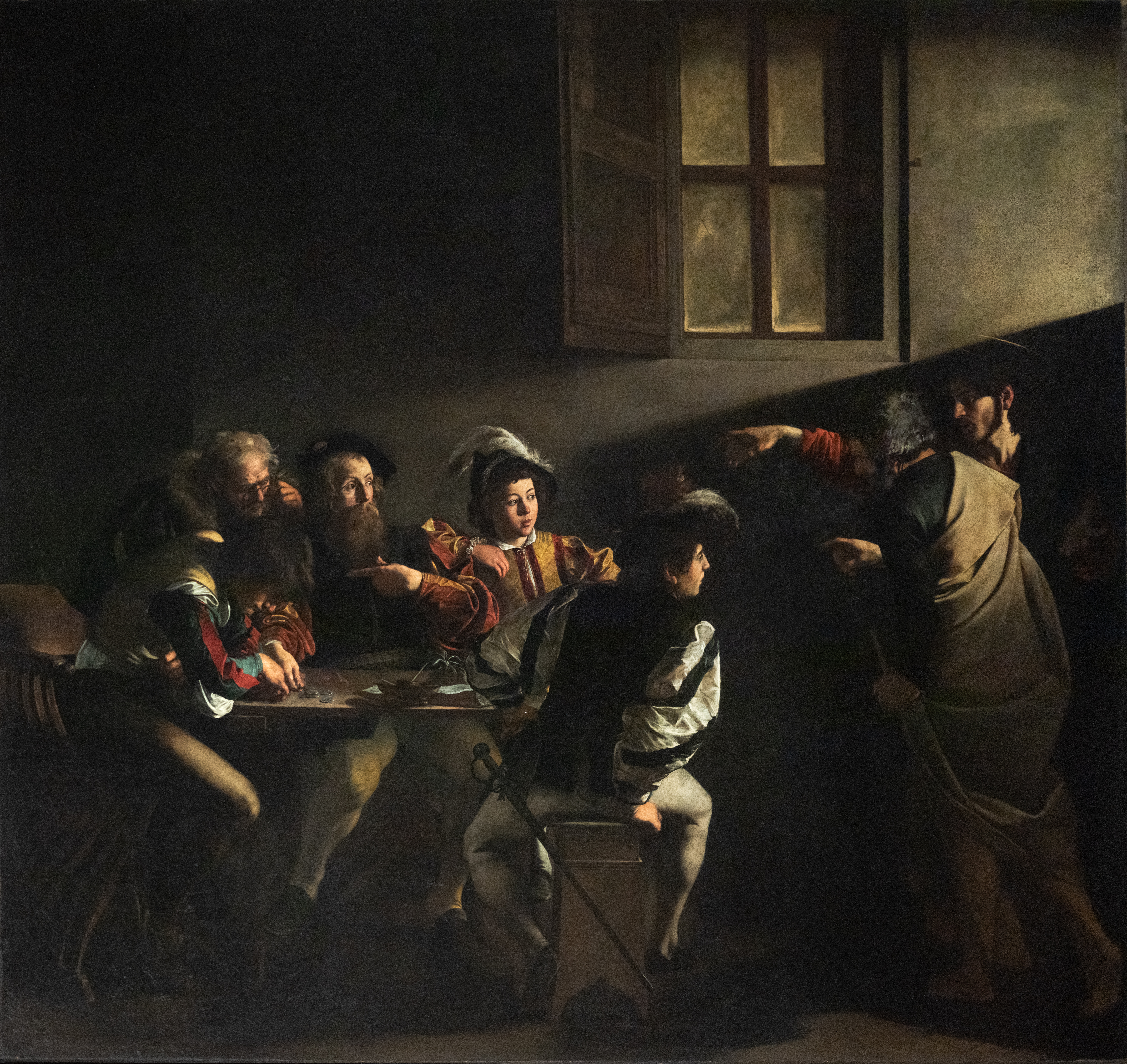
De roeping van Matteüs

De roeping van Matteüs (Vocazione di san Matteo), circa 1599-1600, is een olieverfschilderij van Caravaggio. Samen met Matteüs en de Engel en Het martelaarschap van Matteüs vormt het één geheel in de Contarellikapel in de San Luigi dei Francesi in Rome. Caravaggio schilderde de doeken in opdracht van kardinaal Francesco Maria Del Monte, nadat de oospronkelijke opdrachtgever kardinaal Matthieu Cointrel in 1585 overleden was.  
Het werk is een voorbeeld van clair-obscur. De scène, ontleend aan Matteüs 9:9, speelt zich af in een donkere kelder. Links zit de groep rond Matteüs, gekleed in kledij zoals die in Caravaggio's eigen tijd gedragen werd. De hand van Jezus, wijzend naar Matteüs, doet denken aan de hand van Adam in Michaelangelo's werk De schepping van Adam. De jongeman met de gevederde hoed doet op zijn beurt denken aan een figuur uit Caravaggio's werk De Waarzegster. Het motief van van mannen zittend aan een tafel ontleende Caravaggio waarschijnlijk aan zijn werk De valsspelers. 